# الروضة (ردمان)

تعديل مصدري - تعديل

الروضة هي إحدى قرى عزلة الاغوال العلياء بمديرية ردمان التابعة لمحافظة البيضاء، بلغ تعداد سكانها 39 نسمة حسب تعداد اليمن لعام 2004.